# 蕭穎士
蕭 穎士（しょう えいし、717年 - 768年）は、中国の唐の詩人。字は茂挺（もてい）。本貫は南蘭陵郡蘭陵県。
蕭造（蕭循の子）の5世の孫とされる。蕭旻の子として生まれた。
子に蕭存・蕭実があった。

## 伝記資料
- 『旧唐書』巻190 列伝第140下 文苑下
- 『新唐書』巻202 列伝第127 文芸中